# Ascension (sculpture)
Pour les articles homonymes, voir Ascension.
Ascension est le nom de deux sculptures créées en 1978 et 1986 par le sculpteur luxembourgeois Lucien Wercollier. Une première version de la sculpture fut achevée en 1978. Elle avait été commandée par le gouvernement du Luxembourg afin de l'offir au Centre Kennedy des arts, le John F. Kennedy Center for the Performing Arts à Washington. Elle est faite de marbre rose et se trouve dans la salle de concert. Huit ans plus tard, en 1986, une deuxième version faite de bronze a été érigée en face de l'hôtel de ville de Strassen au Luxembourg, sur un piédestal de granit, sur lequel est gravé le nom de la sculpture et de l'artiste.